# Whose Husband?
Whose Husband? è un cortometraggio muto del 1915 diretto da C.J. Williams.

## Produzione
Il film fu prodotto dalla Vitagraph Company of America.

## Distribuzione
Distribuito dalla General Film Company, il film - un cortometraggio in una bobina - uscì nelle sale cinematografiche statunitensi il 23 aprile 1915.